# 水島麻理奈
水島 麻理奈（みずしま まりな、1994年11月11日 - ）は、日本の女優である。
岡山県出身。太田プロダクション所属。

## 人物
特技は柔道初段（6年間）・ドラム・側転・ヒップホップ・ジャズダンス。

## 出演

### 映画
- どすこい!すけひら（2019年11月1日、アークエンタテインメント） - 細井亜紀 役[3]
- 私がモテてどうすんだ（2020年7月10日、松竹） - 大森 役
- クローゼット（2020年10月30日、アークフィルムズ） - 綿引百花 役[4]
- 科捜研の女 -劇場版-（2021年9月3日、東映） - 森友希枝 役
- 大怪獣のあとしまつ（2022年2月4日、松竹 / 東映） - 小森 役
- 神は見返りを求める（2022年6月24日、パルコ） - イベント会社社員 役
- コンビニエンス・ストーリー（2022年8月5日、東映ビデオ） - プリン女 役
- レディ加賀（2024年2月9日、アークエンタテインメント） - 輪島梅子 役[5]

### テレビドラマ
- 怪盗アトム小僧（2016年7月25日、TOKYO MX） - メイン大学生・松田知恵 役
- コンフィデンスマンJP 第2話（2018年4月16日、フジテレビ） - 多美ちゃん 役
- 探偵が早すぎる（2018年7月19日 - 9月20日、読売テレビ・日本テレビ） - 阿部律音 役
- ブスだってI LOVE YOU（2018年12月18日、テレビ朝日） - 潤香 役
- 家政夫のミタゾノ 第3シリーズ 第2話（2019年4月26日、テレビ朝日） - 三ツ輪佳乃 役
- おしい刑事 第2話（2019年5月12日、NHK BSプレミアム） - パク・ヒョリョン 役
- 時空探偵おゆう 大江戸科学捜査（2019年7月5日 - 8月23日、U-NEXT・関西テレビ） - 武本真由美 役[6]
- 警視庁ゼロ係〜生活安全課なんでも相談室〜 SEASON4 最終話（2019年9月6日、テレビ東京）
- チート〜詐欺師の皆さん、ご注意ください〜第4話（2019年10月24日、読売テレビ・日本テレビ）
- パパがも一度恋をした 第2話（2020年2月8日、東海テレビ・フジテレビ） - カップルの彼女 役
- あのコの夢を見たんです。 第7話（2020年11月14日、テレビ東京） - 世津江 役
- 24時間テレビ44 ドラマスペシャル「生徒が人生をやり直せる学校」（2021年8月21日、日本テレビ） - 宮澤麻理奈 役[7]
- SUPER RICH 第3話・第8話（2021年10月28日・12月2日、フジテレビ） - 愛羅カトレーヌ（飯田愛羅） 役
- 王様戦隊キングオージャー 第7話 - 第50話（2023年4月16日 - 2024年2月25日、テレビ朝日） - エレガンス・モーン 役[8]

### 配信ドラマ
- チート〜詐欺師の皆さん、ご注意ください〜 チェインストーリー6.5話（2019年11月8日、GYAO）

### オリジナルビデオ
- 日本統一外伝 山崎一門6 〜神戸電撃作戦〜（2022年10月25日、ライツキューブ） - 真理紗 役[9]

### 舞台
- 劇団イストリ『手のひらを太陽に』（2013年11月、DDD青山クロスシアター）
- 劇団イストリ『Wedding Magic』（2014年9月、南大塚ホール）
- 『ラフカット2015』第2話「踊り場のハイソックス」（2015年6月、全労済ホール／スペース・ゼロ） - 大沼朱里 役
- Flying Trip Vol.10『KAJITSU -過日-』（2015年9月、あうるすぽっと） - 花沢紗江 役
- 特別機動戦隊Jレンジャー（2016年1月、上野ストアハウス） - 里谷美幸 役
- その贈りものの酒は封が開いていた（2016年5月、ザ・スズナリ） - 原口夏予 役
- ざ☆くりもん『吉原端唄』（2017年1月、シアターグリーン BASE THEATER） - とよ 役
- THE FAT（2017年4月、シアターグリーン BIG TREE THEATER） - 直美 役
- ジグジグ・ストロングシープス・グランドロマン『ナホトカ』（2017年8月、上野ストアハウス） - 福留 役
- 大人の麦茶第24杯目公演（2018年2月2日 - 12日、「劇」小劇場）
- 劇団ピープルパープル『ORANGE』（2018年9月27日 - 30日、シアターサンモール）
- 演劇ゆにっと 3っくすぴざ公演『殺したいほど、愛されたい』（2019年8月9日 - 11日、岡山 上之町會舘）
- Flying Trip vol.17『キミノタケ』（2021年2月17日 - 25日、こくみん共済 coop ホール／スペース・ゼロ） - 虹花 役[10]
- 演劇ゆにっと 3っくすぴざ 第二回公演『それでも幕は下がらない』（2021年5月8日 - 9日、岡山 天神山文化プラザ[注釈 1]）[11]
- シタチノ 第3回公演『いえないアメイジングファミリー』（2020年6月10日 - 14日[注釈 1] 2021年6月23日 - 27日、ポケットスクエア 劇場MOMO） - サトリ 役[12][13]
- 演劇ゆにっと 3っくすぴざ 第二回公演『探し物』（2021年10月29日 - 30日、岡山 天神山文化プラザ） - 大角さえ 役[14]
- 音楽劇『ミルクマンの朝は早い』（2022年1月26日 - 30日、こくみん共済 coop ホール／スペース・ゼロ） - 大河内萌子 役[15]
- Uzume 第7回公演『誰かも知らない。』（2022年4月13日 - 17日、シアター・アルファ東京） - 河井瑞樹 役[16]
- 舞台『テムとゴミの声』第二章〜また会えたなら〜（2024年2月28日 - 3月3日、CBGKシブゲキ!!）[17]

### その他
- WEBムービー 花王 フレアフレグランス ロッチに事件!?「柔道家と」篇 - 柔道家 役
- ガキの使いやあらへんで（2015年8月、日本テレビ） - 引きこもり妻 役
- ザ！世界仰天ニュース（2016年3月、日本テレビ） - 仰天チェンジ 主人公友人 役
- オトナヘノベル 再現ドラマ（2016年11月、NHK教育）
- 「岡山県 ハレウッド俳優・助演女優」（2017年8月から1年間）